# Oralux
Oralux est une distribution Linux basée sur Knoppix, et spécialement dédiée aux aveugles et malvoyants. Son développement a été arrêté en 2007.
Elle se caractérise essentiellement par un fonctionnement non basé sur le système graphique X Window System.
En lieu et place sont utilisés des logiciels de synthèse vocale et du matériel braille.
Les logiciels spécifiques peuvent être Emacspeak, Yasr, Speakup, BRLTTY ou MBROLA (ce dernier est un logiciel de synthèse vocale).